# Руа, Карлос
Ка́рлос Андре́с Ру́а Фло́рес (исп. Carlos Andrés Rúa Flores; 21 мая 1992, Барранкилья) — колумбийский футболист, полузащитник.

## Биография
Футболом Карлос Руа занимался с 6 лет, а свою футбольную карьеру он начинал в клубах «Талео» и «Галлегол». В июле 2011 года Карлос Руа присоединился к юрмальскому «Спартаку», с которым в этом же году завоевал путёвку в Высшую лигу Латвии.
В начале 2012 года он побывал на просмотре в польском клубе «Лехия» из Гданьска, но в итоге вернулся обратно в «Спартак».
Летом 2012 года Карлос Руа вместе с одноклубниками Давидом Кортесом и Хайро Москерой отправились на просмотр в белгородский «Салют», в котором Карлос Руа остался до конца года на правах аренды.
В январе 2013 года Карлос Руа подписал контракт с клубом «Спартак-Нальчик».